# Theodor Sparkuhl
Theodor Sparkuhl est un directeur de la photographie allemand, né le 7 octobre 1894 à Hanovre (Province de Hanovre, Empire allemand), mort le 13 juin 1946 à Santa Fé (Nouveau-Mexique, États-Unis).
Ayant d'abord fait carrière en Allemagne, puis au Royaume-Uni et en France, et enfin aux États-Unis, où il était membre de l'American Society of Cinematographers (A.S.C.), il est parfois crédité Théodore Sparkuhl ou Theodore Sparkuhl.

## Biographie
Theodor Sparkuhl débute comme chef opérateur dans son pays natal, sur trois films muets allemands sortis en 1916. L'un d'eux est Der G.m.b.H.-Tenor (de), réalisé et interprété par Ernst Lubitsch, qu'il retrouve à plusieurs reprises (ex. : Les Filles de Kohlhiesel en 1920, avec Henny Porten et Emil Jannings), jusqu'au départ du réalisateur pour les États-Unis, en 1922. Le dernier film de Lubitsch auquel il participe est Montmartre (avec Pola Negri et Alfred Abel), sorti en 1923 et en partie perdu. Durant sa première période allemande, qui s'achève en 1928 sur Crise (Abwege) de Georg Wilhelm Pabst (avec Brigitte Helm), il assiste également les réalisateurs Georg Jacoby, Richard Oswald, Lupu Pick et Arthur Robison, entre autres. Sur Der Henker (1928, avec Bernhard Goetzke), il est à la fois coréalisateur — unique expérience à ce titre — et directeur de la photographie.
En 1929-1930, il collabore au Royaume-Uni (deuxième période) à quelques films britanniques. Puis en 1930-1931, il travaille en France (troisième période) sur plusieurs films français, la plupart sortis en 1931 (les deux derniers, en 1932). Ainsi, on le retrouve notamment aux côtés de Robert Florey, sur Le Blanc et le Noir (1931, avec Fernandel et Raimu), ou encore de Jean Renoir, sur On purge bébé (1931, avec Marguerite Pierry, Jacques Louvigny et Michel Simon) et La Chienne (1931, avec Michel Simon, Janie Marese et Georges Flamant). Mais surtout, il est chef opérateur sur sept films de Marc Allégret, dont cinq courts métrages (trois avec Fernandel, notamment La Meilleure Bobonne en 1930).
Enfin, Theodor Sparkuhl émigre fin 1931 aux États-Unis, où il s'installe définitivement, et entame une quatrième et ultime période qui s'achève en 1946, à sa mort (son dernier film sort quasiment trois mois après). Parmi ses films américains — les trois premiers sortis en 1933 —, on compte particulièrement La Furie de l'or noir de Rouben Mamoulian (1937, avec Irene Dunne, Randolph Scott et Dorothy Lamour), Beau Geste de William A. Wellman (1939, avec Gary Cooper, Ray Milland et Robert Preston), Swing Romance d'Henry C. Potter (1940, avec Fred Astaire et Paulette Goddard), ou encore Du sang dans le soleil de Frank Lloyd (1945, avec James Cagney et Sylvia Sidney).
Durant sa carrière, il a été directeur de la photographie sur environ cent-quarante films, y compris des coproductions, comme Le Voyou, film germano-britannique de Graham Cutts (1925, avec Walter Rilla et Bernhard Goetzke, ainsi qu'Alfred Hitchcock dans l'équipe technique), ou Caravane, film franco-austro-américain d'Erik Charell (1934, avec Charles Boyer, Annabella et Pierre Brasseur).

## Filmographie partielle

### Période allemande (1916-1928)
- 1916 : Leutnant auf Befehl de Danny Kaden (court métrage)
- 1916 : Der G.m.b.H.-Tenor d'Ernst Lubitsch
- 1917 : Das fidele Gefängnis d'Ernst Lubitsch
- 1918 : Je ne voudrais pas être un homme (Ich möchte kein Mann sein) d'Ernst Lubitsch
- 1918 : Der Flieger von Goez de Georg Jacoby
- 1918 : Fuhrmann Henschel d'Ernst Lubitsch
- 1918 : Das Mädel vom Ballett d'Ernst Lubitsch
- 1918 : Meine Frau, die Filmschauspielerin d'Ernst Lubitsch
- 1918 - 1919 : Keimendes Leben de Georg Jacoby
- 1919 : Kreuziget sie! de Georg Jacoby
- 1919 : Vendetta de Georg Jacoby
- 1919 : La Poupée d'Ernst Lubitsch
- 1919 : La Du Barry ou Madame du Barry (Madame Dubarry) d'Ernst Lubitsch
- 1919 : Komtesse Doddy de Georg Jacoby
- 1919 : Meyer de Berlin (Meyer aus Berlin) d'Ernst Lubitsch
- 1920 : Les Filles de Kohlhiesel (Kohlhiesels Töchter) d'Ernst Lubitsch
- 1920 : Die Marchesa d'Armiani d'Alfred Halm
- 1920 : Anne Boleyn (Anna Boleyn) d'Ernst Lubitsch
- 1921 : Grausige Nächte de Lupu Pick
- 1921 : La Chatte des montagnes (Die Bergkatze) d'Ernst Lubitsch
- 1921 : Der Roman eines Dienstmädchens de Reinhold Schünzel
- 1921 : Die Sünden der Mutter de Georg Jacoby
- 1922 : La Femme du pharaon (Das Weib des Pharao) d'Ernst Lubitsch
- 1922 : Au Bonheur des Dames (Zum Paradies der Damen) de Lupu Pick
- 1923 : L'Évasion de Baruch (Das Alte Gesetz) d'Ewald André Dupont
- 1923 : S.O.S. die Insel der Tränen de Lothar Mendes
- 1923 : Montmartre ou La Flamme (Die Flamme) d'Ernst Lubitsch
- 1924 : Sous l'Inquisition (Carlos und Elisabeth) de Richard Oswald
- 1924 : Neuland d'Hans Behrendt
- 1924 : Decameron Nights (en) d'Herbert Wilcox (film germano-britannique)
- 1925 : Le Voyou (Die Prinzessin und der Geiger) de Graham Cutts (film germano-britannique)
- 1925 : Die Frau von vierzig Jahren de Richard Oswald
- 1926 : Manon Lescaut d'Arthur Robison
- 1926 : Fédora (Fedora) de Jean Manoussi
- 1926 : Sibérie, terre de douleur (Die Flucht in den Zirkus) de Mario Bonnard et Guido Parish
- 1926 : Madame ne veut pas d'enfants (Madame wünscht keine Kinder) d'Alexander Korda
- 1927 : Le Soldat de Marie (Der Soldat der Marie) d'Erich Schönfelder
- 1927 : Der Sohn der Hagar de Fritz Wendhausen
- 1927 : Der Letzte Walzer d'Arthur Robison
- 1927 : Die Spielerin de Graham Cutts
- 1928 : Der Henker (+ réalisateur, conjointement avec Adolf Trotz)
- 1928 : Liebeskarneval d'Augusto Genina
- 1928 : Crise (Abwege) de Georg Wilhelm Pabst

### Période britannique (1929-1930)
- 1929 : Doublepatte et Patachon magiciens (The Rocket Bus), de W. P. Kellino
- 1929 : After the Verdict d'Henrik Galeen (film germano-britannique)
- 1929 : Champagner[2] de Géza von Bolváry (film austro-germano-britannique)
- 1929 : The Informer d'Arthur Robison
- 1930 : The Compulsory Husband de Monty Banks et Harry Lachman

### Période française (1930-1932)
- 1930 : La Meilleure Bobonne de Marc Allégret (court métrage)
- 1930 : J'ai quelque chose à vous dire de Marc Allégret (court métrage)
- 1931 : Le Blanc et le Noir de Robert Florey
- 1931 : Attaque nocturne de Marc Allégret (court métrage)
- 1931 : On purge bébé de Jean Renoir
- 1931 : Isolons-nous Gustave de Marc Allégret (court métrage)
- 1931 : Les Amours de minuit d'Augusto Genina et Marc Allégret (film franco-allemand)
- 1931 : Les Amours de minuit (Mitternachtsliebe) de Carl Froelich et Augusto Genina (film franco-allemand ; version allemande alternative de Les Amours de minuit)
- 1931 : Le Collier de Marc Allégret (court métrage)
- 1931 : La Chienne de Jean Renoir
- 1931 : Mam'zelle Nitouche de Marc Allégret (film franco-allemand)
- 1931 : L'Amour à l'américaine de Claude Heymann et Paul Fejos
- 1932 : Baleydier de Jean Mamy
- 1932 : Seul de Jean Tarride

### Période américaine (1933-1946)
- 1933 : Club de minuit (Midnight Club) d'Alexander Hall et George Somnes (en)
- 1933 : Too Much Harmony d'A. Edward Sutherland
- 1934 : Au fond de l'océan (No More Women) d'Albert S. Rogell
- 1934 : Father Brown, Detective d'Edward Sedgwick
- 1934 : Cœur de tzigane (Caravan) d'Erik Charell
- 1934 : Caravane d'Erik Charell (film franco-austro-américain ; version française alternative de Caravan)
- 1935 : Qui ? (College Scandal) d'Elliott Nugent
- 1935 : Ultime Forfait (Four Hours to kill !) de Mitchell Leisen
- 1935 : Caprice de femmes (Enter Madame) d'Elliott Nugent
- 1935 : Intelligence Service (The Last Outpost) de Louis Gasnier et Charles Barton
- 1936 : Yours for the Asking d'Alexander Hall
- 1936 : L'Homme à l'héliotrope (Forgotten Faces) d'Ewald André Dupont
- 1936 : L'Appel de la folie (College Holiday) de Frank Tuttle
- 1936 : Treize Heures dans l'air (Thirteen Hours by Air) de Mitchell Leisen
- 1937 : La Furie de l'or noir (High, Wide and Handsome) de Rouben Mamoulian
- 1937 : Une nation en marche (Wells Fargo) de Frank Lloyd
- 1937 : La Loi du milieu (Interns can't take Money) d'Alfred Santell
- 1938 : Le Roi des gueux (If I were King) de Frank Lloyd
- 1938 : Dangerous to Know de Robert Florey
- 1938 : Tip-Off Girls de Louis King
- 1938 : La Ruée sauvage (The Texans) de James Patrick Hogan
- 1939 : La Lumière qui s'éteint (The Light that failed) de William A. Wellman
- 1939 : Deuxième à gauche (All Women Have Secrets) de Kurt Neumann
- 1939 : Les Maîtres de la mer (Rulers of the Sea) de Frank Lloyd
- 1939 : The Lady's from Kentucky d'Alexander Hall
- 1939 : St. Louis Blues de Raoul Walsh
- 1939 : Beau Geste de William A. Wellman

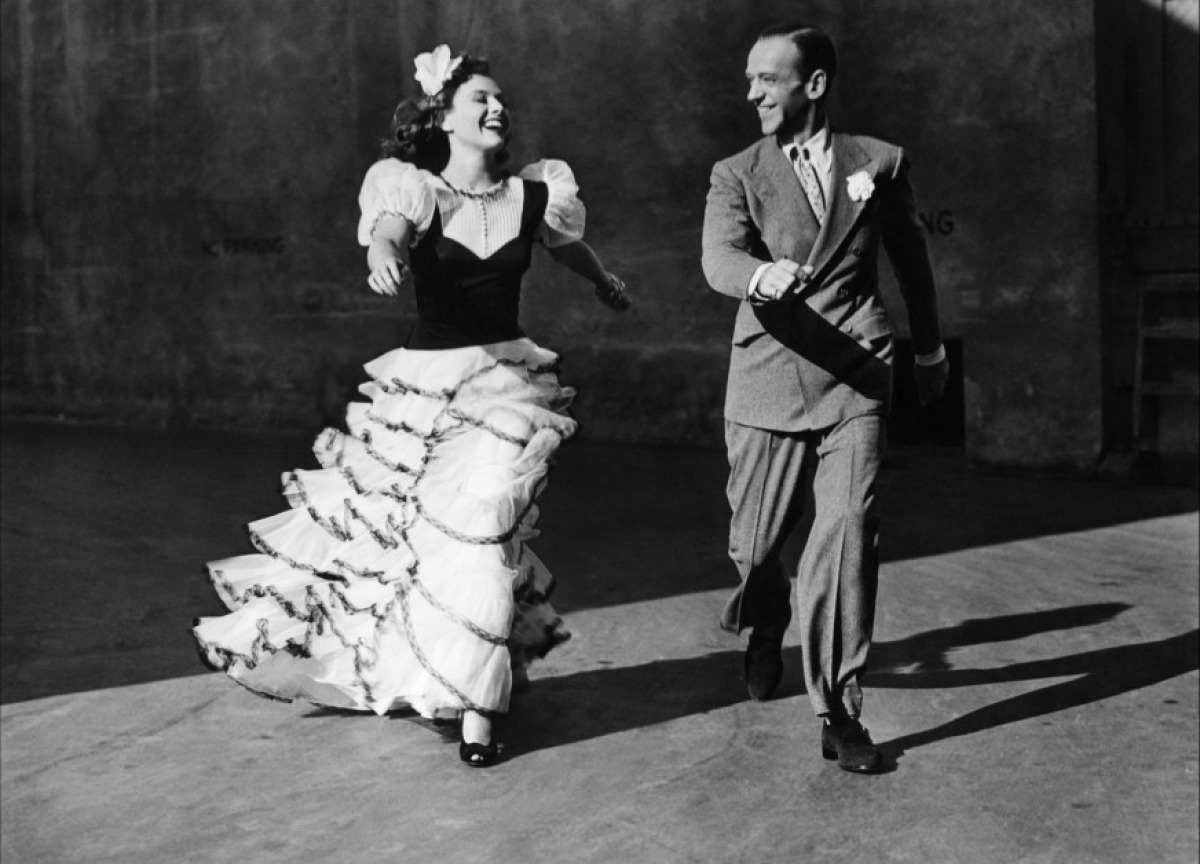
Prise de vue pour Swing Romance (1940) : Paulette Goddard et Fred Astaire

- 1940 : Opened by Mistake de George Archainbaud
- 1940 : Le Mystère de Santa Marta (Rangers of Fortune) de Sam Wood
- 1940 : Swing Romance (Second Chorus) d'Henry C. Potter
- 1940 : Queen of the Mob de James Patrick Hogan
- 1941 : Among the Living de Stuart Heisler
- 1941 : West Point Widow de Robert Siodmak
- 1941 : Magie musicale (The Hard-Boiled Canary) d'Andrew L. Stone
- 1942 : André et les Fantômes (The Remarkable Andrew) de Stuart Heisler
- 1942 : La Clé de verre (The Glass Key) de Stuart Heisler
- 1942 : Au pays du rythme (Star Spangled Rhythm) de George Marshall
- 1942 : La Sentinelle du Pacifique (Wake Island) de John Farrow
- 1942 : Le Mystérieux Docteur Broadway (Dr. Broadway) d'Anthony Mann
- 1942 : Street of Chance de Jack Hively
- 1943 : Johnny le vagabond (Johnny Come Lately) de William K. Howard
- 1943 : The Good Fellows de Jo Graham
- 1944 : Voyage sans retour (Till we meet again) de Frank Borzage
- 1945 : Sa dernière course (Salty O'Rourke) de Raoul Walsh
- 1945 : Du sang dans le soleil (Blood on the Sun) de Frank Lloyd
- 1945 : Un héritage sur les bras (Murder, he says) de George Marshall
- 1946 : The Bachelor's Daughters d'Andrew L. Stone